# Presbiterio (collegio)
Presbiterio, parola derivata da presbitero, nella Chiesa cattolica indica il collegio dei presbiteri (preti) che servono una diocesi insieme al vescovo che è capo del presbiterio. 
In base al decreto del Concilio Vaticano II Presbyterorum Ordinis sul ministero e la vita sacerdotale, il presbiterio di una diocesi è composto dai preti secolari incardinati nella diocesi e da quelli non incardinati, sia secolari che religiosi, che vivono e svolgono il proprio ministero nella diocesi stessa.
Dal presbiterio si differenzia la fraternità presbiterale, che lega tutti i preti in forza del sacramento dell'ordine.
La formula sacramentale dell'ordinazione dei presbiteri fa espresso riferimento all'aggregazione del neo-consacrato al presbiterio chiedendo a Dio la presbyterii dignitatem per l'ordinando.
Soprattutto con la Pastores Dabo Vobis Giovanni Paolo II ha dato un contributo decisivo: definire il presbiterio "mysterium-sacramentum" significa collocarlo tra le realtà essenziali alla struttura stessa della Chiesa. Per i presbiteri l'esperienza di comunione che è il presbiterio costituisce il fondamentale luogo di esperienza di Chiesa che con il Vescovo essi sono chiamati ad edificare proprio in quella carità-comunione che sperimentano insieme.
D'altra parte essi contribuiranno alla vita del presbiterio anche attraverso l'esperienza di comunione trinitaria che vivranno nelle diverse comunità alle quali sono inviati dal Vescovo e che, quindi, sono chiamati a presiedere. 